# Claus Jensen (fagforeningsmand)
 Der er flere personer med dette navn, se Claus Jensen.
Claus Jensen (født 30. april 1964) er en dansk fagforeningsmand, der siden september 2012 har været forbundsformand for Dansk Metal.

## Karriere
I 1980 fik Claus Jensen læreplads på Odense Staalskibsværft (Lindøværftet) som plade- og konstruktionssmed. Efter læretiden fik han i 1985 ansættelse hos Wittenborg, hvor han tillids- og sikkerhedsrepræsentant. I 1990 vendte Jensen tilbage til Lindø. Indtil 2003 nåede han at blive fællestillidsrepræsentant og medlem af A/S bestyrelsen på værftet. 
I 2003 tog Claus Jensen turen til København, hvor han blev valgt til faglig sekretær i Dansk Metals forbundshus. Året efter blev han Forbundssekretær i fagforeningens organisationssekretariat. I 2007 skiftede han til samme post i forhandlingssekretariatet. Den 1. december 2008 blev han valgt til næstformand for det private og offentlige arbejdsmarkedsområde. I 2009 blev han næstformand for hele Dansk Metal.
Ved forbundets kongres i september 2012 blev Claus Jensen valgt som ny forbundsformand, hvor han afløste Thorkild E. Jensen på posten.